# Abd al-Mu'min ibn Ali
Abd al-Mu'min ibn Ali of Abd al-Mu'min (Tagra, 1094 - Salé, 1163) was de eerste kalief van de Berberse Almohaden-dynastie in Noord-Afrika en Al-Andalus. Hij regeerde van 1130 tot 1163. 
Abd al-Mu'min, afkomstig van de Berberstam Zenata, werd in Tagra, bij Tlemcen in Algerije geboren. Hij huwde in Tinmel, in de Hoge Atlas, de dochter van een prominente persoon van de Berberstam Masmuda. 
Als jongeling studeerde hij religieuze wetenschap in Tlemcen. Rond 1117 kwam hij in Béjaïa in contact met Ibn Toemart en werd hij volgeling van zijn beweging Almohaden.
Na het overlijden van Ibn Toemart werd hij in 1130 de leider van de Almohaden.
De eerste Almohaden landden in 1145 op het Iberisch Schiereiland, nadat hen om hulp werd gevraagd door sommige Andalusiërs om de Christenen te verdrijven in gebieden waar de Almoraviden zwak waren.
In 1146 veroverde hij Fez en in 1147 wist hij de macht van de Almoraviden definitief te vernietigen door Marrakesh te veroveren en maakte het de hoofdstad van zijn rijk. In het westen van Marokko werd in 1149 de Berberstam Barghawata onderworpen.
In 1152 wist hij Ifriqiyah (het gebied van het huidige Algerije, Tunesië en Libië) te veroveren. Hij verdreef daar de Normandiërs die vanuit Sicilië enkele delen hadden veroverd. Rond 1160 was zijn rijk tot in het oosten uitgebreid tot aan de grens met Egypte. 
Hij overleed in 1163 in Rabat, de stad die hij zelf had gesticht. Na zijn overlijden werd hij naar Tinmel overgebracht en naast Ibn Toemart begraven.
Hij had de volgende kinderen:
- Abu Yaqub Yusuf (1140-1184)
- Abu Has Umar (?-1224)